# NGC 834
NGC 834 (другие обозначения — UGC 1672, IRAS02080+3725, MCG 6-5-99, ARAK 77, ZWG 522.128, KUG 0208+374, PGC 8352) — галактика в созвездии Андромеда.
Этот объект входит в число перечисленных в оригинальной редакции «Нового общего каталога».
NGC 834 имеет кольцо активного звёздообразования в 15" от своего центра.
Галактика NGC 834 входит в состав группы галактик NGC 841. Помимо NGC 834 в группу также входят NGC 841, NGC 845, UGC 1650, UGC 1673, UGC 1721 и UGC 1771.